# 伦佐·巴里维耶拉
伦佐·巴里维耶拉（義大利語：Renzo Bariviera，1949年2月16日—），意大利男子篮球运动员。他曾代表意大利获得1972年夏季奥运会男子篮球比赛第四名和1976年夏季奥运会男子篮球比赛第五名。